# Cardassià
Els cardassians són una espècie extraterrestre de ficció de la franquícia de ciència-ficció estatunidenca Star Trek. Van ser ideats l'any 1991 per a la sèrie Star Trek: La nova generació abans de ser usats en les sèries posteriors Star Trek: Deep Space Nine i Star Trek: Voyager.
Els guionistes de "La nova generació" van presentar els cardassians per a l'episodi de la quarta temporada "La ferida" com a nous antagonistes perquè la tripulació de l'USS Enterprise-D interactués amb ells a nivell personal, ja que els Borg mancaven de personalitat o individualitat, cosa que dificultava el drama interpersonal.
A la sèrie, ambientada al segle XXIV, els cardassians es presenten com a persones que viuen sota un govern militar que controla la Unió Cardassiana, un imperi interestel·lar que ocupa altres planetes, sobretot Bajor. Quan es va llançar "Star Trek: Deep Space Nine" el 1993, els seus guionistes van ambientar els esdeveniments a les rodalies de Bajor després de l'ocupació cardassiana.
Els cardassians es van convertir en antagonistes importants al llarg de la sèrie, amb diversos personatges recurrents desenvolupats, incloent-hi Elim Garak (Andrew Robinson) i Gul Dukat (Marc Alaimo).

## Disseny
El disseny dels cardassians va ser dut a terme pel dissenyador de vestuari de The Next Generation', Bob Blackman, i el dissenyador de maquillatge Michael Westmore. Van intentar donar a l'espècie un aspecte "de serp". Els cardassians tenen la pell de color blanc grisenc, crestes a banda i banda del coll i una estructura en forma de cullera al front. Westmore es va inspirar en una pintura abstracta que havia vist en una botiga de Ventura Boulevard d'una dona d'espatlles amples amb el que semblava una cullera al front.

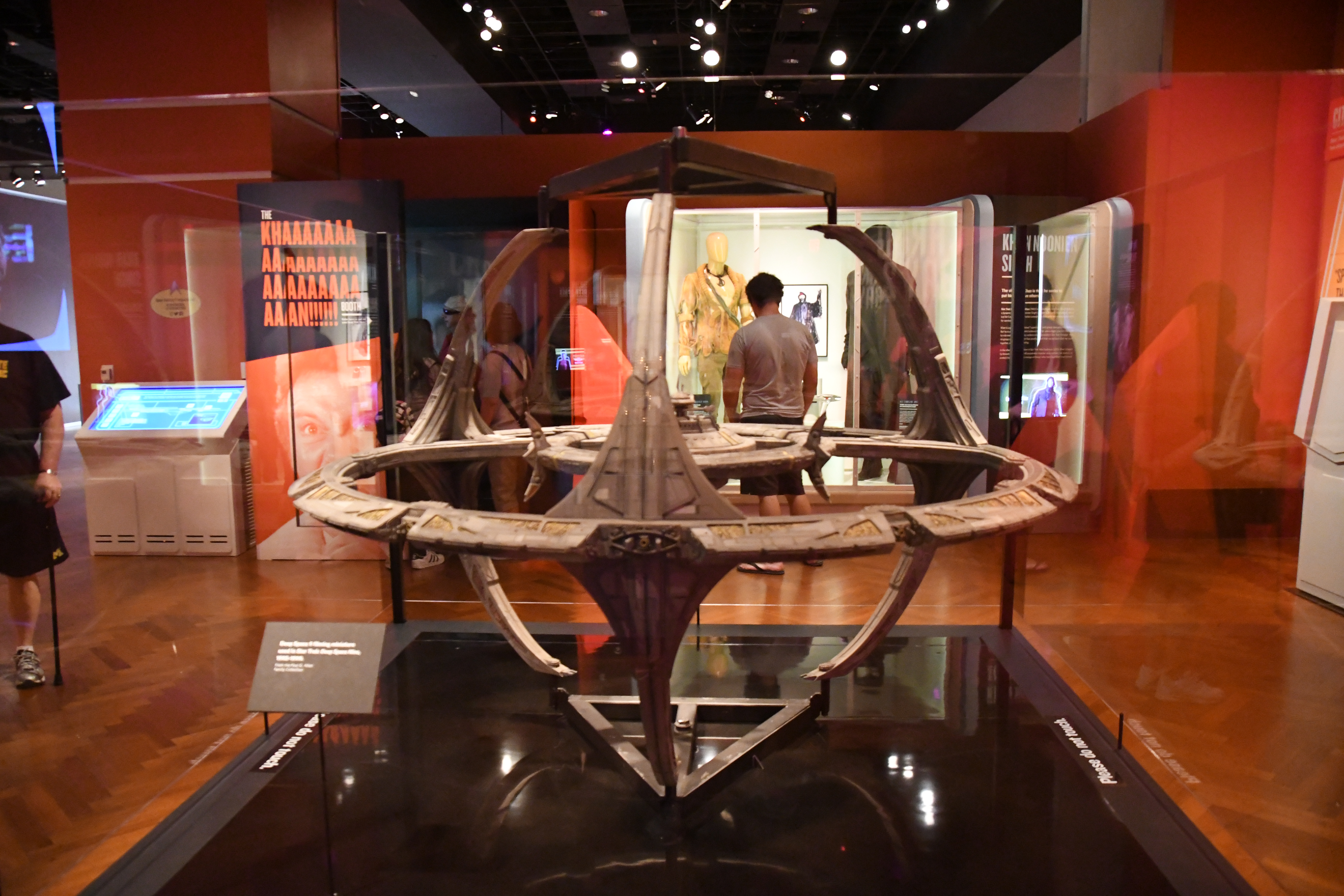
L'estació espacial Espai Profund 9 va ser dissenyada com a exemple d'arquitectura cardassiana

Rick Sternbach va dissenyar la nau espacial cardassiana a "La ferida". Inicialment va proposar una nau en forma de beina, abans de substituir-la per un disseny semblant a un escorpí, i després una basada en el símbol ankh. Sternbach va assenyalar més tard que "La classe Galor va començar amb un ankh egipci, atès que [els cardassians] eren com els faraons per als esclaus bajorans, però realment no es veu la forma bàsica tret que es miri directament cap avall a la nau. Les petites piràmides disruptores eren una mica més òbvies, així com les estructures tipus 'temple' a l'esquena de la nau i els tons groc sorrenc". Ed Miarecki i Tom Hudson van construir el model utilitzat a "La ferida" a partir del disseny de Sternbach. A l'episodi, les armes cardassianes van disparar una descàrrega rosa, que va canviar a ambre en episodis posteriors.
El dissenyador de producció Herman Zimmerman va treballar en l'arquitectura cardassiana representada a les sèries. El seu concepte tenia algunes Influència Art Déco, i es basava en patrons geomètrics. Alguns motius eren el·lipses, angles en lloc de línies rectes i grups de tres.

## Representació a la sèrie

### Star Trek: La nova generació

#### "La ferida": 1991

L'emblema de la Unió Cardassiana, tal com es va idear per a La nova generació

Els cardassians van ser inventats pels guionistes de Star Trek: La nova generació per a l'episodi de la quarta temporada de la sèrie "la ferida", escrit per Stuart Charno, Sara Charno i Cy Chermak, amb una interpretació televisiva de Jeri Taylor. Es va estrenar el gener de 1991. El guió relatava que la Unió Cardassiana i la Federació Unida de Planetes —de la qual la Terra formava part— estaven involucrades en escaramusses durant molts anys però havien signat un tractat de pau.
Comença amb la revelació que l'USS Phoenix, una nau espacial renegada de la Federació sota el comandament del capità Benjamin Maxwell (Bob Gunton), ha començat a atacar objectius cardassians, ja que Maxwell està convençut que els cardassians s'estan rearmant per a la guerra contra la Federació. L'USS Enterprise-D, capitanejat per Jean-Luc Picard (Patrick Stewart), és enviat per aturar el Phoenix, amb el cardassià Gul Macet (Marc Alaimo) pujant a bord de l'Enterprise per ajudar.
L'aparició d'Alaimo com a Gul Macet a "La ferida" el va convertir en el segon actor, després de Mark Lenard, a interpretar tres espècies alienígenes diferents a la franquícia "Star Trek". En episodis anteriors va interpretar un anticà ("Sol entre nosaltres") i un romulà ("La zona neutral"). Més tard va interpretar un humà a l'episodi de La nova generació "La sageta del temps" abans d'obtenir un paper recurrent com el cardassià Gul Dukat a Star Trek: Deep Space Nine.
Per a aquest episodi, es van representar diversos cardassians amb cascos, cosa que mai es va tornar a fer a la franquícia; Els dissenys de Blackman i Westmore també van donar pèl facial a Macet, l'única vegada que es va mostrar un cardassià així. way.

#### Episodis posteriors: 1991–1994
A l'episodi de la cinquena temporada "L'alferes Ro", escrit per Rick Berman i Michael Piller i emès per primera vegada a l'octubre de 1991, es va introduir l'espècie bajorana. Explicava que els cardassians havien annexionat el món natal dels bajorans, Bajor, l'any 2328, i molts bajorans van fugir del seu planeta com a refugiats i sovint contraatacant amb tàctiques militants. "L'alferes Ro" va ser el primer episodi on es van introduir naus de guerra cardassianes com a naus de la "classe Galor". Tot i que no era la intenció en aquell moment, la situació entre els cardassians i els bajorans va preparar les bases per a la trama de Star Trek: Deep Space Nine.
Els cardassians van ser centrals a l'episodi de la sisena temporada en dues parts "Cadena de comandament", escrit per Frank Abatemarco i estrenat el desembre de 1992. En ells, la Federació ha obtingut informació que els cardassians estan desenvolupant un virus modificat genèticament en un planeta deshabitat. Picard és enviat a infiltrar-se i destruir l'arma, però és detingut i torturat pel cardassià Gul Madred (David Warner).
"Cadena de comandament Part I" incloïa les primeres mencions que el món natal dels cardassians es deia "Cardàssia", i la "Unió Cardassiana" com a nom del seu estat interestel·lar (anteriorment esmentat només com a "Imperi Cardassià"). "Cadena de comandament part I" també va introduir la notícia que els cardassians s'havien retirat de Bajor, preparant l'escenari per als esdeveniments de Star Trek: Deep Space Nine, que va començar a emetre's un mes després. Els dissenyadors del programa van introduir l'arma de mà dels cardassians en aquest episodi, amb Sternbach descrivint com un "plàtan de color coure". La segona part de "Cadena de comandament" va proporcionar una breu història dels cardassians i el seu govern militar.
Els cardassians també van aparèixer a l'episodi de la sisena temporada "La recerca", escrit per Joe Menosky i Ronald D. Moore i estrenat l'abril de 1993, on es revela que els humans i els cardassians, així com els klíngons i els romulans, són descendents d'una espècie antiga que va sembrar molts planetes amb vida. A l'episodi de la setena temporada "El final del viatge", escrit per Ronald D. Moore, s'explica que el tractat entre la Federació i els cardassians va deixar diversos planetes de la Federació en territori cardassià, i que molts d'aquests colons de la Federació es van negar a marxar. La seva presència i lluita per la independència del domini cardassià va ser un tema recurrent tant a "Deep Space Nine" com a "Voyager". "El final del viatge" va ser la primera vegada que es van mostrar comunicadors cardassians, fixats als canells dels actors. El conflicte entre els cardassians i els colons rebels, coneguts com els Maquis, es va utilitzar de nou com a base per al penúltim episodi de la sèrie, "Atac amb dret de prioritat", escrit per Naren Shankar i René Echevarria i dirigit per Stewart.

### Star Trek: Deep Space Nine

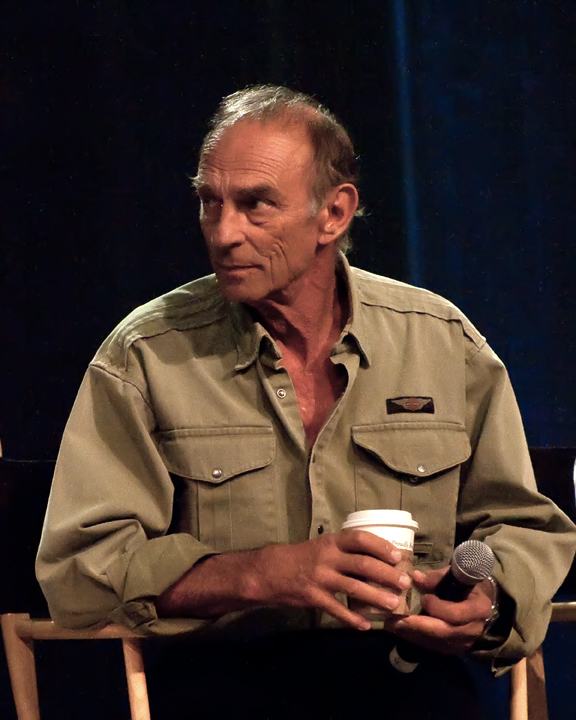
Marc Alaimo va ser contractat per interpretar Gul Dukat, un personatge cardassià recurrent a Deep Space Nine.

El llançament de la nova sèrie, Star Trek: Deep Space Nine, va ser l'episodi pilot "Emissary", escrit per Rick Berman i Michael Piller. Centrada en les conseqüències de la sortida cardassiana de Bajor, la premissa de la sèrie gira al voltant de la Federació prenent el control d'Espai Profund 9, una estació espacial construïda pels cardassians que orbita Bajor, a petició del govern provisional bajorà.
A "Emissary", el nou comandant de la Flota Estel·lar de l'estació, Benjamin Sisko (Avery Brooks) rep la visita del cardassià que anteriorment havia estat prefecte de Bajor, Gul Dukat, interpretat per Marc Alaimo. Alaimo havia interpretat un personatge cardassià diferent a "La nova generació", però va ser contractat per substituir l'actor anteriorment escollit com a Dukat, la interpretació del qual havia insatisfet l'equip creatiu. Ira Behr va recordar que "Va ser Mike Piller o Rick Berman qui finalment va dir: 'Anem a buscar Marc Alaimo', que havia fet un munt d'episodis de TNG per a ells en el passat. Marc va entrar i, per descomptat, era Gul Dukat". Deep Space Nine continuaria introduint diversos cardassians més com a personatges recurrents, inclòs l'espia exiliat convertit en sastre Elim Garak, el passat misteriós i l'ambigüitat moral del qual el van convertir en un dels personatges recurrents més populars de la franquícia.
A finals de la primera temporada, l'equip creatiu de la sèrie va incloure un altre episodi amb temàtica cardassiana, "Duet". Escrit per Lisa Rich i Jeanne Carrigan-Fauci com un episodi d'ampolla, presentava l'arrest d'un cardassià que es creu culpable de crims de guerra contra Bajor, Aamin Marritza (Harris Yulin), i la relació que va desenvolupar amb la segona al comandament bajorana de l'estació, Kira Nerys (Nana Visitor). El llarg discurs que va pronunciar a Marritza va ser un exemple primerenc del que els guionistes van anomenar "monòlegs cardassians". Behr va dir: "Als cardassians els encanta parlar. A Garak li encanta parlar, a Enabran Tain li encanta parlar. A Dukat li encanta parlar —molt lentament— i certament a Marritza li encanta parlar."
Al llarg de "Deep Space Nine", la política interna dels cardassians i les seves relacions amb la Federació i Bajor passen per molts trastorns. A les primeres temporades, els cardassians mantenen una aliança inestable amb la Federació, que els defensa contra els atacs dels maquis i els klíngons. Un atac imprudent de l'Orde Obsidiana, l'agència d'intel·ligència cardassiana, contra l'imperi alienígena conegut com el Domini paralitza el poder de la dictadura militar cardassiana i permet que un govern civil prengui el control. Més endavant a la sèrie, Dukat negocia la pertinença de Cardàssia al Domini a canvi del seu propi nomenament com a governant de Cardàssia, cosa que porta a una guerra contra la Federació. Quan el govern del Domini esdevé massa opressiu per als cardassians, el successor de Dukat, Damar, lidera un moviment de resistència contra el Domini amb el suport de la Federació i els bajorans, restaurant la independència de Cardàssia. Tanmateix, durant la batalla final de la guerra, el líder del Domini va ordenar una represàlia genocida per la resistència cardassiana. Tot i que això va acabar, almenys vuit-cents milions de persones van morir i Elim Garak va lamentar que la seva llibertat hagués anat a costa de gran part de la rica cultura de Cardàssia, la millor gent i les ments més brillants, deixant els cardassians davant d'un esforç de reconstrucció nefast.

## Història cardassiana
Dins de l'univers fictici de Star Trek, els cardassians van ser una vegada un "poble pacífic amb una rica vida espiritual". Tanmateix, durant aquest període també van patir malalties i fam. El fervor nacionalista va créixer i es va establir una dictadura militar, sota la qual els ciutadans van prosperar. L'Ordre d'Obsidiana, una agència d'intel·ligència i una força policial de seguretat interna, van mantenir la població sota control vigilància. Els cardassians es van convertir en imperialistes, fent la guerra amb altres races i ocupant el seu territori per explotar recursos. L'imperi cardassià es coneix com la Unió Cardassiana.

### Ocupació de Bajor
El 2328, els cardassians van envair Bajor, ocupant-la durant quaranta anys, durant els quals van obligar molts bajorans a fer treballs esclaus, utilitzant-los en les seves diverses operacions mineres. Això va obligar molts bajorans a fugir i viure en camps de refugiats lluny de la dominació cardassiana, mentre altres bajorans es van involucrar en el moviment de resistència, van participar en la guerra de guerrilles organitzant atacs terroristes contra objectius cardassians.
La Federació no va intervenir en la situació, a causa de consideracions de Primera Directiva.
L'any 2369, la resistència bajorana va obligar els cardassians a abandonar Bajor, després de la qual cosa el Govern Provisional bajorà va convidar la Federació Unida de Planetes a establir una base a l'antiga estació minera cardassiana de Terok Nor, canviant-la de nom a Espai Profund 9.

### Guerra del Domini
Durant la Guerra del Domini, la Unió Cardassiana es va unir al Domini en oposició a l'aliança de la Federació, prenent un paper principal per sota dels governants del Domini, els Fundadors. Van ser suplantats per la Confederació Breen i, després que part del seu territori fos promès als Breen, els cardassians es van rebel·lar contra el Domini i van ser instrumentals en la derrota del Domini i el final de la guerra. Va ser una bajorana, la coronel Kira Nerys de la Milícia Bajorana, qui va entrenar els cardassians en la guerra de guerrilles per derrotar els seus propis ocupants el 2373.

## Recepció
El 2017, Den of Geek va classificar els cardassians com els quarts millors alienígenes de la franquícia Star Trek, darrere dels Borg però per davant dels bajorans.
Alguns dels episodis de televisió més ben valorats amb cardassians a Star Trek: Deep Space Nine inclouen "Improbable Cause", que presenta una història intrigant centrada en Garak, i també "Duet".

## En cosmologia

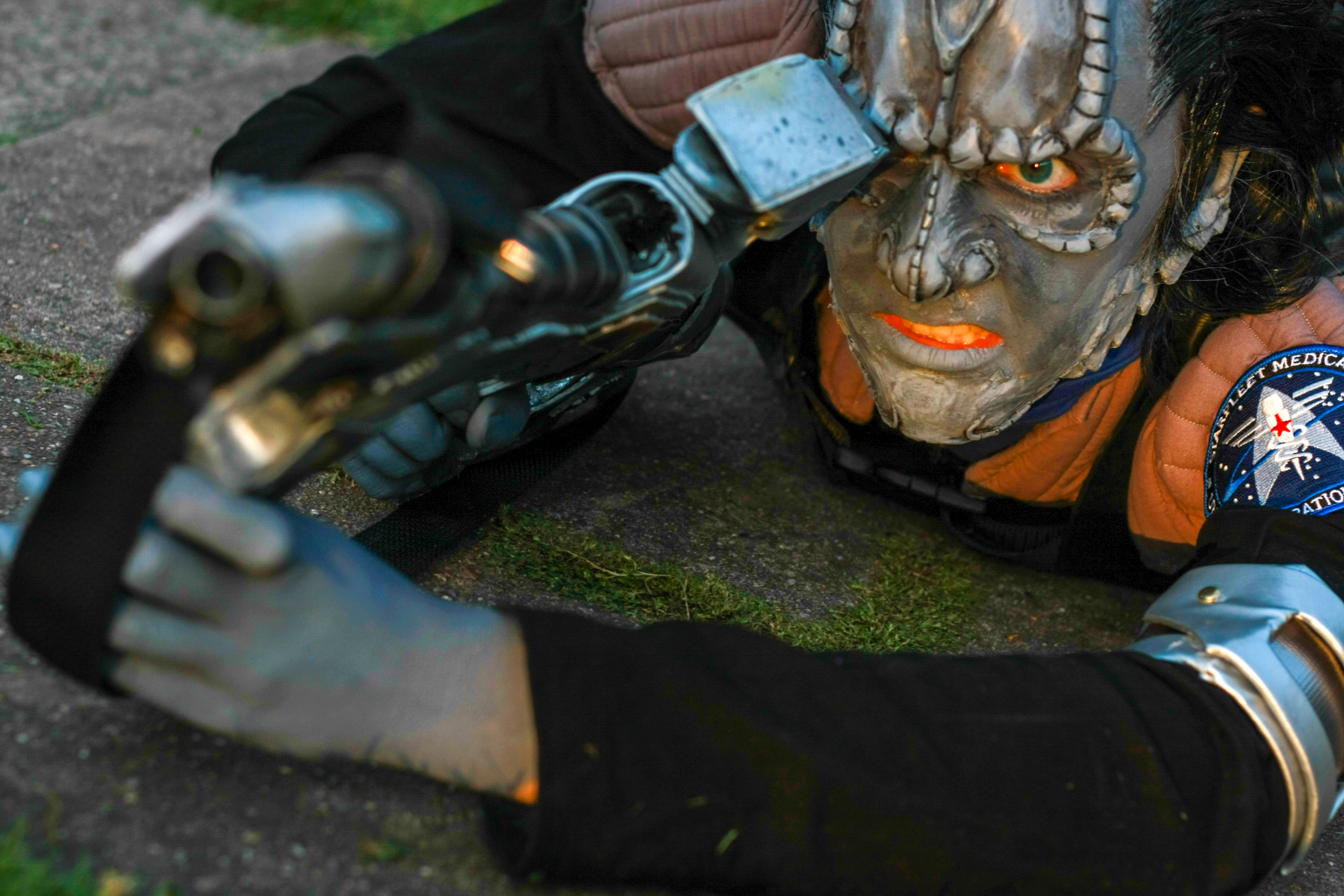
Un cosplayer vestit de cardassià amb uniforme de la Flota Estel·lar

En cosmologia, el concepte "expansió cardassiana" és un terme utilitzat per a una modificació de les equacions de Friedmann. Rep el nom de la raça fictícia de "Star Trek" pels autors originals, Katherine Freese i Matthew Lewis. En el seu article del 2002 (que ha estat citat més de 330 vegades), una nota a peu de pàgina sobre el "terme cardassià" diu: "2 El nom cardassià fa referència a una raça humanoide de Star Trek l'objectiu de la qual és conquerir l'univers, és a dir, accelerar l'expansió. Aquesta raça ens sembla estranya i, tanmateix, està feta completament de matèria."